# Styliferina lepida
Styliferina lepida is een slakkensoort uit de familie van de Litiopidae. De wetenschappelijke naam van de soort is voor het eerst geldig gepubliceerd in 1862 door A. Adams.